# Ctimene aurinata
Ctimene aurinata là một loài bướm đêm trong họ Geometridae.